# Umbral de originalidad

El logotipo de la empresa norteamericana Boeing no se considera un "trabajo con autoría" porque consiste únicamente en texto en un tipo de letra sencillo, por ello no es objeto de copyright según la ley de los EE. UU. Sin embargo, el logotipo está protegido por la ley por ser una marca registrada.

El umbral de originalidad es un concepto subjetivo usado en las leyes de propiedad intelectual, para evaluar si un trabajo puede considerarse o no dentro del derecho de autor. El concepto se utiliza para distinguir aquellas obras que podrían ser lo suficientemente originales como para gozar de la protección de derecho de autor, que es diferente de otras como el registro de marcas. En este contexto, al hablar de originalidad se entiende que viene del originador (su autor), en lugar de interpretarse que no había existido previamente, como sí ocurre en el caso de una patente.

## Ejemplos por país

### Estados Unidos
En la Ley de copyright de los Estados Unidos, se invocó este principio en 1991 por la Corte Suprema de los Estados Unidos en el caso de Feist contra Rural. Según la opinión de la corte, la protección de derecho de autor sólo puede otorgarse para "trabajos de autoría", lo que supone un límite mínimo de originalidad, sujeto a la interpretación legal del caso. 

#### Tipos de letra y geometría
El House Report No. 94-1476 dictamina que el diseño de un tipo de letra no puede protegerse bajo la ley estadounidense. Este aspecto fue objeto de disputa en Ets-Hokin contra Skyy Spirits Inc., donde se juzgó si las fotografías de botellas de vodka SKYY eran lo suficientemente originales como para ser protegidas.

La botella de vodka SKYY, aunque sea llamativa, no tiene un diseño especial u otras características que pudieran existir de forma independiente en una obra de arte. A fin de cuentas, se trata de una botella que cumple su función y sin una forma distintiva.

En lo referente a la etiqueta de la botella, que también se alegó como obra derivada en las fotos de Ets-Hokin, tenemos que apuntar que "[a] la pretensión de copyright no puede aceptarse por tratarse de una impresión o etiqueta que consiste únicamente en un asunto de marca registrada, sin más contenido que pueda atenerse a los derechos de autor." Aunque las ilustraciones gráficas de una etiqueta, normalmente, puede acogerse al copyright, el texto en sí no lo es, al menos en el caso de que éste no vaya acompañado de otros detalles o complementos y acompañado de una ilustración gráfica. La etiqueta de vodka SKYY consiste únicamente en texto y no incluye ninguna ilustración pictórica.[..]

#### Reproducción de obras en dominio público
El requisito de originalidad también fue objeto de disputa en 1999, en el caso de la  Corte de distrito de Estados Unidos "Bridgeman Art Library Ltd. contra Corel Corporation" En este caso, Bridgeman Art Library cuestionó los derechos de Corel Corporation para redistribuir sus reproducciones de alta calidad de pinturas antiguas que pasaron a ser de dominio público tras expirar los derechos de autor, argumentando que se infringió el copyright. La corte dictaminó que reproducciones exactas o muy similares de trabajos en dos dimensiones como por ejemplo pinturas o fotografías en dominio público no pueden considerarse lo suficientemente originales como para ser protegidas por la ley de los Estados Unidos, «una fotografía que no es otra cosa que una copia tan exacta, como lo permite la tecnología y la ciencia, de otro trabajo carece de originalidad. No se quiere decir con ello que sea trivial, sino no original».
Aunque la corte dictaminó que sus demandas de copyright no saldrían adelante incluso ante la Ley de Copyright del Reino Unido, según la cual el  trabajo y la inversión en tiempo para la creación de una obra pueden ser motivo suficiente para considerarse original. Si esto es aplicable a reproducciones bajo dominio público, no es concluyente.

### Alemania

Una corte alemana desestimó considerar el logo de la televisión estatal alemana ARD como apto para ser protegido por derecho de autor.

En la ley de copyright de Alemania el Schöpfungshöhe, al español, "nivel de creatividad", clasifica las obras que pueden protegerse con derecho de autor en dos categorías: "trabajos intelectuales personales" (como por ejemplo bellas artes), o arte aplicado (Kleine münze, al español "pequeño cambio"). Mientras que el umbral para creaciones intelectuales es muy bajo, los requerimientos para arte aplicado, en otras palabras, trabajos con un propósito determinado (ej. logo), tienen un umbral mucho más alto para ser protegidos por derecho de autor. 

Por otro lado, la protección de copyright protection para tipos de letra es desestimado por el caso jurídico prevalente. Incluso el atractivo logo de ARD-1 no cumplió con los requisitos de trabajo intelectual personal

La mayoría de los trabajos aplicados no se contemplan bajo la protección de estas reglas, pero pueden ser protegidos por otras leyes, como por ejemplo la ley de marca comercial o mediante patentes de diseño.

### Taiwán
En Taiwán, las obras creadas de forma independiente con «mínima creatividad» son elegibles para la protección de derechos de autor.